# Laboratorio di Zetetica
Il Laboratorio di Zetetica (dal greco zêtêin, "cercare") è un centro di ricerca presso l'Université Côte-d'Azur Sophia Antipolis dedito alla verifica sperimentale e alla diffusione di informazione sui fenomeni paranormali.

## Scopo e storia
Lo scopo del laboratorio è la disseminazione del metodo scientifico e della zetetica (definita “l'arte del dubbio”, meglio conosciuta come scetticismo scientifico).
Il Laboratorio è stato creato nel giugno 1998 da Henri Broch, professore di fisica presso l'Università di Nizza, grazie in particolare al contributo finanziario del ricercatore belga Jacques Theodor.

Logo del Centro d’Analisi Zetetica.

Il Laboratorio di Zetetica è gestito dal Centro d'Analisi Zetetica, un'associazione che pubblica CAZette (una gazzetta abbreviata CAZ). Dal 2005, il centro di ricerca è affiliato al Center for Inquiry, un'organizzazione transnazionale che lavora per promuovere e difendere la ragione, la scienza e la libertà di ricerca in tutte le aree dell'impresa umana. Henri Broch è attualmente il direttore della struttura e ambasciatore di CFI-Transnational; a questa partecipano dieci ricercatori e due dottorandi, e svolge anche attività didattica nell'ambito dell'Università Sophia Antipolis.
Membri d'onore del Laboratorio sono due premi Nobel per la Fisica: Georges Charpak e Pierre-Gilles de Gennes.
Il Laboratorio è anche noto per la International Zetetic challenge, sfida lanciata dal 1987 da Henri Broch, Gérard Majax e Jacques Theodor a chiunque potesse dimostrare un qualsivoglia fenomeno paranormale. La sfida rivolta ai medium e ai chiaroveggenti è rimasta fino al febbraio 2002, e comprendeva un premio di duecentomila euro. Nel corso dei quindici anni, le affermazioni di più di duecento candidati sono state messe alla prova, con un riscontro nullo di fenomeni paranormali (si veda il sito web del Laboratorio per resoconto e fotografie degli esperimenti).Tutti i 275 (o 264) hanno fallito la prova.
Claude Maugé, scettico dell'esistenza degli UFO ha presentato sul sito del laboratorio nel 2004, la sua Teoria Riduzionista Composita per spiegare il fenomeno degli UFO.
Seguendo l'esempio di Joe Nickell, Henri Broch ha prodotto una replica della Sindone di Torino, dimostrando che il bassorilievo è un metodo facile per falsificare la Sindone.
Nel l'ottobre 2007 Richard Monvoisin è diventato il primo Dottore in Scienze della formazione in materia di scetticismo scientifico. La sua tesi di dottorato, “Per l'insegnamento del pensiero critico – zetetica e l'utilizzo delle lacune pseudoscientifiche nei media”, è stata diretta da Henri Broch e Patrick Lévy (Institut du sommeil et de la vigilance, faculté de médecine, Grenoble 1). Insieme ad altri academici francesi da altre università a Grenoble, Marseille, Montpellier, ecc., Monvoisin ha fondato il Collectif de recherche transdisciplinaire esprit critique et sciences (Cortecs) (Ricerca Collettiva Interdisciplinare del Pensiero Critico e della Scienza). Dal 2015, il Laboratorio di Zetetica non propone più corsi sullo scetticismo, che sono stati trasferiti all'Università Joseph Fourier di Grenoble, dove le lezioni di Monvoisin sullo “scetticismo e l'auto-difesa intellettuale” richiamano fino a 900 studenti.